# سن گودن
سن گودن شهری در جنوب ایالت میدی-پیرنه فرانسه و جنوب غربی کشور فرانسه است. این شهر کوچک به خطوط راه آهن فرانسه متصل است و بزرگراه‌هایی نیز از آن می‌گذرد. جمعیت این شهر تا سال ۲۰۰۹ برابر با ۱۲۱۴۲ است.